# Оммеланды

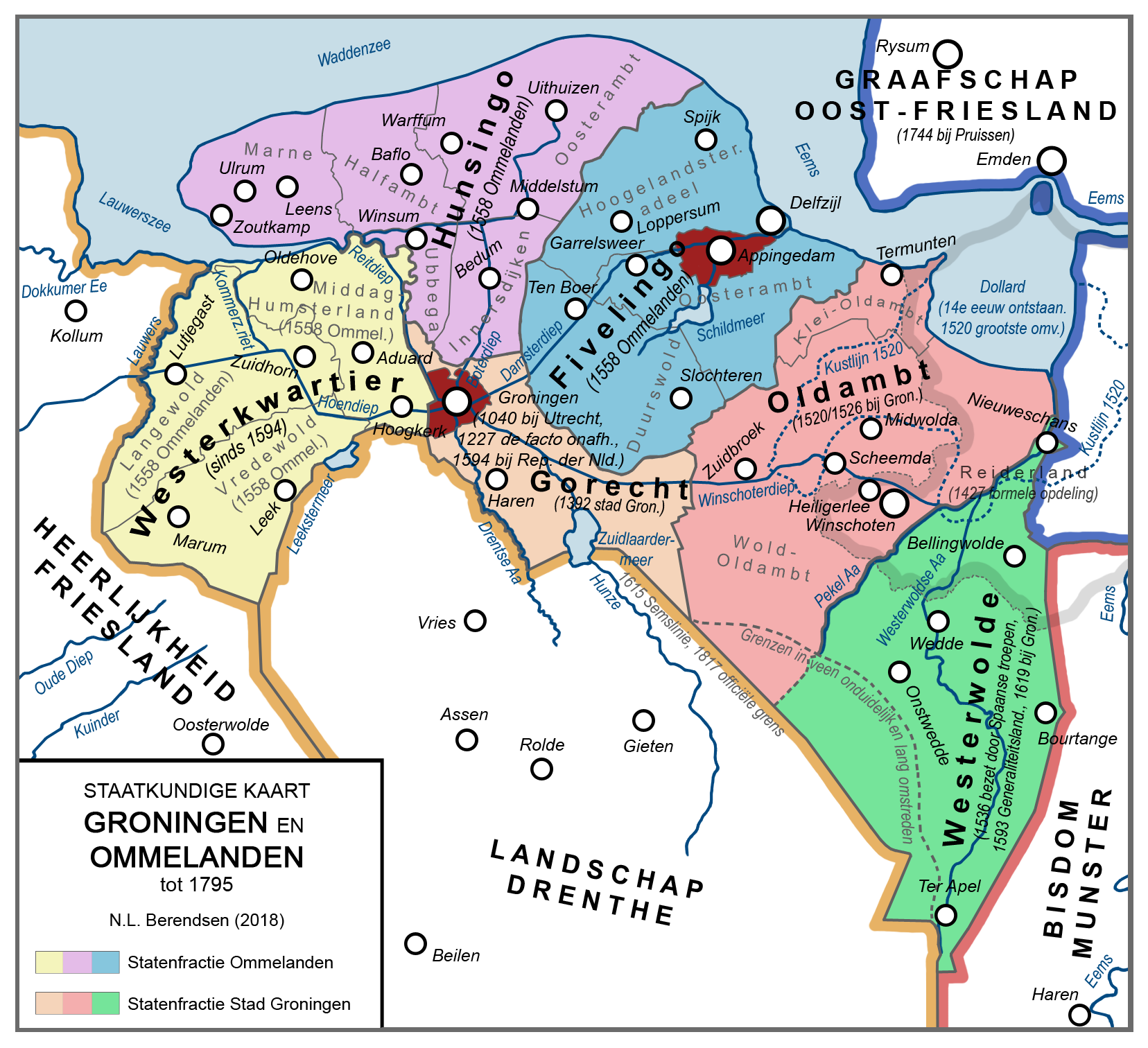
Политическая карта Гронингена и Оммеландов до 1795 года

Оммеланды (нидерл. Ommelanden, з.-фриз. Ommelannen, нидерл. н.-сакс. Ommelanden) — собирательное название бывших областей, которые в период Средневековья располагались вокруг города Гронинген и вместе с ним составляли территорию нынешней провинции Гронинген в Нидерландах. В то время выражение нидерл. Stad en Ommeland (дословно — «город и окрестные земли») использовалось как синоним названия провинции.

Флаг Оммеландов

Район изначально был фризскоговорящим, но под влиянием саксонского города Гронинген большая часть областей перешла на нижнесаксонский язык. Напоминанием о фризском прошлом является флаг Оммеландов, который очень похож на флаг провинции Фрисландия, но имеет более узкие полосы и более красные листья жёлтой кубышки, стилизованные в форме сердца.

## Название
Название Оммеланды впервые упоминается в акте от 26 сентября 1386 года, в котором некоторые вестлауверские области и город Гронинген вступают в союз против вождя Онно Онсты. При этом упоминается город Гронинген и прилегающие Ummelanden. В акте от 30 июня 1338 года на латинском языке уже упоминается terrae cirjacentes («окружающие земли»). Обычно считается, что «Оммеланды» означает районы вокруг города Гронинген. Тем не менее, противник Гронингена Йохан Ренгерс ван Тен Пост (младший) заявил около 1600 года, что термин «Оммеланды» будет относиться только к фризским приморским землям; т. е. областям, ограниченным морем и рекой Эмс снаружи и имеющим реки Фивел и Хунзе внутри.

## Административное деление
Термин Оммеланды относится к ряду (первоначально фризских) сельских районов вокруг города Гронинген. В XVI веке выделяли пять районов Оммеландов. На Большой печати Оммеландов 1579 года показаны гербы следующих областей:
- Хунсиго
- Фивельго
- Хумстерланд
- Лангеволд
- Фредеволд

В XIV и XV веках Ахткарспелен, Олдамбт, Рейдерланд и Вестерволде также причислялись к Оммеландам. При этом Вестерволде никогда не упоминался как фризский район. Горехт, с другой стороны, принадлежал городу Гронингену и поэтому управлялся городом.
Когда в 1594 году Оммеланды были присоединены к области Стад-эн-Ланде, административное деление было сменено на три четверти (квартир):
- Хунсиго
- Фивельго
- Вестерквартир

Деление на три четверти закончилось с конституционными реформами 1798 года. Тем не менее, флаг Оммеландов по-прежнему относится к трём историческим подрайонам с общим количеством одиннадцати четвертей.